# 大隅正子
大隅 正子（おおすみ まさこ、1935年3月17日 - ）は、日本の生物学者。専門分野は細胞生物学。学位は、医学博士。日本女子大学名誉教授。夫は鯨類研究者の大隅清治、長女は神経科学者の大隅典子。

## 来歴
日本女子大学附属豊明幼稚園、日本女子大学附属豊明小学校、日本女子大学附属中学校・高等学校を経て、1957年、日本女子大学家政学部家政理学科Ⅱ部（生物農芸学専攻）卒業。在学中、湯浅明の指導を受ける。
日本女子大学家政学部家政理学科生物学教室助手、南イリノイ大学生物学研究所研究助手、日本女子大学家政学部家政理学科専任講師、同助教授を経て、1975年、教授。1983年、「酵母細胞の微細構造と機能の研究」の業績により、第3回猿橋賞を受賞する。1992年、日本女子大学理学部物質生物科学科・日本女子大学大学院人間生活学研究科教授。2003年、帝京大学医真菌センター教授、日本女子大学名誉教授。2004年、日本女子大学を定年退職し、6月にNPO法人「綜合画像研究支援」を設立する。2007年2月、同法人が認定NPO法人の認証を受ける。2010年、瑞宝中綬賞を受章。2011年、日本女性科学者の会功労賞を受賞。
日本女子大学総合研究所所長、日本女子大学理学部部長・理事・評議員、第17・18期日本学術会議第4部植物科学研究連絡委員会委員、日本顕微鏡学会顧問・評議員、日本細胞生物学会評議員、日本植物形態学会会長など、数多くの要職を歴任。